# Dôme du Goûter
Der Dôme du Goûter ist ein 4304 Meter hoher Berg im Mont-Blanc-Massiv. Er liegt auf französischem Boden im Département Haute-Savoie. 200 Meter südlich unterhalb seines Gipfels verläuft die Grenze zwischen Frankreich und Italien.

## Lage
Der eis- und firnbedeckte Berg liegt etwa 2 Kilometer Luftlinie nordwestlich des Mont Blanc. Über ihn führt der häufig begangene Normalweg zum Hauptgipfel über den Bosses-Grat, als eigenständiges Gipfelziel hat er nur eine geringe Bedeutung. Seine wenig ausgeprägten Grate und Flanken haben eine maximale Neigung von 45°. Benachbarte Gipfel sind im Ostnordosten der Mont Maudit mit 4465 Metern Höhe, im Südosten der Mont Blanc und im Westen die Aiguille de Bionnassay (4052 m).

## Stützpunkt und leichteste Besteigung
Als Stützpunkt für die Besteigung über den Normalweg dient das Refuge du Goûter auf 3817 Metern Höhe. Von dort aus führt der Weg im französischen Schwierigkeitsgrad PD (peu difficile, deutsch: wenig schwierig) in 3 bis 4 Stunden über den Nordwestgrat zum Gipfel des Dôme du Goûter. Weitere 2 bis 3 Stunden sind für die Fortsetzung der Tour über den Bosses-Grat zum Mont-Blanc-Gipfel einzuplanen. Insbesondere bei Skitouren auf den Montblanc wird der Dôme du Goûter auch vom Refuge des Grands Mulets aus über seinen Nordgrat bestiegen.
Von italienischer Seite dient die Schutzhütte Rifugio Francesco Gonella als Stützpunkt.